# IC 342

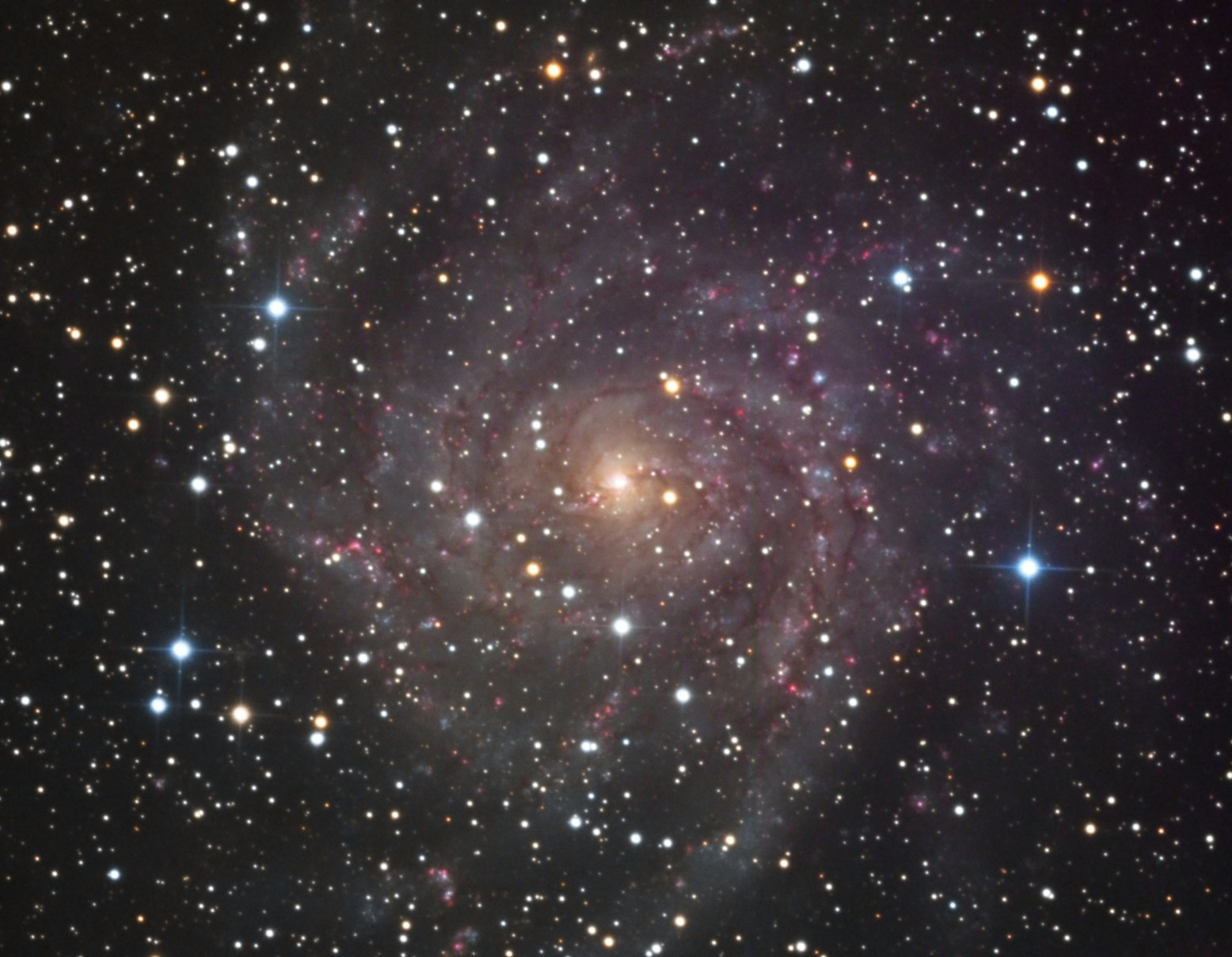
IC 342

IC 342 sau Caldwell 5 este o galaxie spirală intermediară din constelația Girafa. 